# Schlacht von Omdurman
 Aba – Dschebel Gedir I – Sennar I – Dschebel Gedir II – al-Ubayyid I – al-Ubayyid II – Sennar II – Sinkat – El Teb I – Scheikan – El Teb II – El Teb III – Tamanieh – Khartum – Abu Klea – Gallabat – Toski – Firket – Atbara – Omdurman – Umm Diwaykarat
In der Schlacht von Omdurman in Sudan besiegte am 2. September 1898 eine waffentechnisch stark überlegene anglo-ägyptische Armee unter Horatio Herbert Kitchener die Anhänger des 1885 verstorbenen Mahdi Muhammad Ahmad unter ihrem Führer Abdallahi ibn Muhammad. Die Schlacht bedeutete das Ende der Vorherrschaft der Mahdisten im Sudan und ermöglichte die Errichtung eines anglo-ägyptischen Kondominiums in Sudan.

## Vorgeschichte
Der Sudan stand ab 1821 unter der Herrschaft der osmanischen Vizekönige (Khediven) von Ägypten. Der 1881 begonnene Mahdi-Aufstand fand 1885 mit der Eroberung Khartums seinen Höhepunkt. Die zur Rettung des britischen Beauftragten für die Evakuierung von Khartum Charles George Gordon entsandte Entsatzarmee Gordon Relief Expedition kam zu spät.
Am 3. Juni 1884 wurde zwischen Äthiopien und Großbritannien der Vertrag von Adua über eine engere Zusammenarbeit geschlossen, da die Briten eine Zunahme des französischen Einflusses auf Äthiopien befürchteten. Der Vertrag verpflichtete die britisch-ägyptischen Truppen, den Äthiopiern gegen die Mahdisten beizustehen. Gleichzeitig begannen die Briten mit dem Aufbau einer ägyptischen Armee. 1892 wurde Horatio Herbert Kitchener zum Sirdar (Oberbefehlshaber) der ägyptischen Armee ernannt und arbeitete ab diesem Zeitpunkt an einem Plan zur Rückeroberung des Sudans.
Am 12. März 1896 erhielt Kitchener die Vollmacht zum Beginn des Feldzuges, und die Anglo-Egyptian Nile Expeditionary Force wurde in Marsch gesetzt. Größtes Problem, neben dem erwarteten militärischen Widerstand der Mahdisten, war die Sicherstellung des Nachschubes, da die Nilkatarakte kein durchgehendes Befahren mit Schiffen erlaubten. Der Nachschub wurde deshalb mit dem Bau einer Eisenbahnstrecke im großen Nilbogen von Wadi Halfa nach Abu Hamed und später Atbara gesichert. Nach mehreren Gefechten näherte sich Ende August 1898 die britische Armee der direkt am Nil gelegenen Hauptstadt der Mahdisten, Omdurman.

## Gliederung

### Anglo-ägyptische Armee
In der Schlacht kämpften in Kitcheners Armee 8.200 Briten sowie 17.600 Ägypter und Sudanesen. Die britisch-ägyptische Armee war eingeteilt in eine britische Division (zwei Brigaden) unter Major General William Gatacre und eine ägyptische Division (vier Brigaden) unter Major General Archibald Hunter. In den Reihen der 21st Lancers diente als Lieutenant der damals 23-jährige Winston Churchill, der mit dem Buch The River War (1899) eines der bedeutendsten Werke des Sudan-Feldzuges hinterließ. Darüber hinaus verfügte der Sirdar über zehn Kanonenboote. An Tieren waren 2.469 Pferde, 896 Maultiere, 3524 Kamele und 229 Esel an der Operation beteiligt. Die anglo-ägyptischen Soldaten waren mit modernen Karabinergewehren Lee-Metford Mk II ausgerüstet.
| Einheit                                  | Kommando                                  |
| ---------------------------------------- | ----------------------------------------- |
| Britische Infanteriedivision             | Major General William Forbes Gatacre      |
| 1. Brigade                               | Brigadier General Andrew Gilbert Wauchope |
| 1. Bataillon Royal Warwickshire Regiment | Lieutnant Colonel Morey Q. Jones          |
| 1. Bataillon Lincolnshire Regiment       | Lieutnant Colonel Frank R. Lowth          |
| 1. Bataillon Cameron Highlanders         | Lieutnant Colonel L.C. Money              |
| 1. Bataillon Seaforth Highlanders        | Colonel Robert H. Murray                  |
| 2. Brigade                               | Colonel Neville Lyttelton                 |
| 1. Bataillon Grenadier Guards            | Colonel Villiers Hatton                   |
| 1. Bataillon Northumberland Fusiliers    | Lieutnant Colonel Charles Money           |
| 2. Bataillon Lancashire Fusiliers        | Lieutnant Colonel Cuthbert G. Collingwood |
| 2. Bataillon Rifle Brigade               | Colonel Francis Howard                    |
| Ägyptische Division                      | Major General Archibald Hunter            |
| 1. Brigade                               | Colonel Hector Archibald MacDonald        |
| 2. Ägyptisches Bataillon                 | Major Francis J. Pink                     |
| 9. Sudanesisches Bataillon               | Major W. F. Walter                        |
| 10. Sudanesisches Bataillon              | Major F. J. Nason                         |
| 11. Sudanesisches Bataillon              | Major H. W. Jackson                       |
| 2. Brigade                               | Colonel John Grenfell Maxwell             |
| 8. Ägyptisches Bataillon                 | Kiloussi Bey                              |
| 12. Sudanesisches Bataillon              | Lieutnant Colonel C.V.F. Townshend        |
| 13. Sudanesisches Bataillon              | Lieutnant Colonel Horace Smith Dorrien    |
| 14. Sudanesisches Bataillon              | Major H. P. Shekleton                     |
| 3. Brigade                               | Colonel D. F. Lewis                       |
| 3. Ägyptisches Bataillon                 | Major J. Sillem                           |
| 4. Ägyptisches Bataillon                 | Major W S. Sparkes                        |
| 7. Ägyptisches Bataillon                 | Fathy Bey                                 |
| 15. Ägyptisches Bataillon                | Major T. E. Hickman                       |
| 4. Brigade                               | Lieutnant Colonel John Collinson          |
| 1. Ägyptisches Bataillon                 | Captain W. R. B. Doran                    |
| 5. Ägyptisches Bataillon                 | Burham Bey                                |
| 17. Ägyptisches Bataillon                | Captain Vesley T. Bunberry                |
| 18. Ägyptisches Bataillon                | Captain H. G. K Matchett                  |

| Einheit                                     | Kommando                       |
| ------------------------------------------- | ------------------------------ |
| 21st Lancers                                | Colonel Rowland H. Martin      |
| Egyptian Cavalry                            | Colonel R. G. Broadwood        |
| Camel Corps                                 | Major R. J. Tudway             |
| 32nd Field Battery, Royal Artillery         |                                |
| 37th Field Battery, Royal Artillery         |                                |
| Egyptian Horse Battery                      |                                |
| Egyptian No. 1 Field Battery                |                                |
| Egyptian No. 2 Field Battery                |                                |
| Egyptian No. 3 Field Battery                |                                |
| Egyptian No. 4 Field Battery                |                                |
| 1 Einheit der 16th Company Eastern Division |                                |
| 1 Einheit der Royal Irish Fusiliers         |                                |
| 1 Pioniereinheit der Royal Engineers        |                                |
| Nilflottille                                | Commander Colin Richard Keppel |
| Tamai                                       |                                |
| Hafir                                       |                                |
| Abu Klea                                    |                                |
| Metemma                                     |                                |
| Fateh                                       |                                |
| Naser                                       |                                |
| Zafir                                       |                                |
| Sultan                                      |                                |
| Melik                                       |                                |
| Sheikh                                      |                                |

### Armee der Mahdisten
Die Armee der Mahdisten wurde vom Kalifen Abdallahi ibn Muhammad selbst angeführt. In den offiziellen Berichten Kitcheners und seines Chefs der Aufklärung Reginald Wingate wird die Anzahl der Soldaten mit 52.000 angegeben. Diese Zahl wurde seither in den meisten Werken zur Schlacht übernommen. Augenzeugen des Truppenaufmarsches und Angaben der Aufklärung der britischen Truppen sprechen allerdings von nur 30.000 bis 35.000 Soldaten. Die einzelnen Abteilungen der Armee wurden von Emiren angeführt, die an ihren unterschiedlichen Fahnen zu erkennen waren. Damit folgten die Mahdisten der Tradition islamischer Armeen und Karawanen zu Zeiten des Propheten Mohammed. Osman Digna, der erfahrenste der Anführer der Mahdisten, führte keine Fahne, da er diese bei Kämpfen um Tamai 1884 verloren hatte.
| Einheit                            | Kommando           |
| ---------------------------------- | ------------------ |
| Muluazimayya dunkelgrüne Fahne     | Uthman al-Din      |
| Al-Rayya Al-Zarqa schwarze Fahne   | Yaqub              |
| Al-Rayya Al-Khadra hellgrüne Fahne | Kalif Ali wad Ullu |
| Osman Digna (keine Fahne)          |                    |
| Al-Rayya Al-Hamra rote Fahne       |                    |

An Artillerie verfügte die Armee insgesamt über sechs Krupp-Geschütze, acht zehnläufige Mitrailleusen sowie 18 weitere Geschütze unterschiedlichen Typs. Die Munition wurde weitgehend selbst hergestellt. Die Ausstattung der Soldaten mit Feuerwaffen und Geschützen war gering und von geringerer Qualität, da die taktische Grundüberlegung zum Einsatz dieser Waffen nicht im gezielten Töten des Gegners bestand, sondern die Handfeuerwaffen unterstützten nur die mit Schwert und Speer Kämpfenden beim Angriff und im Nahkampf. In der Regel bestand die taktische Grundausrichtung in einem massierten Frontalangriff, bei dem auch entsprechende Opfer in Kauf genommen wurden. Ein gezieltes Schießen aus der Deckung oder aus dem Liegen galt als Feigheit.

## Verlauf

### Anmarsch

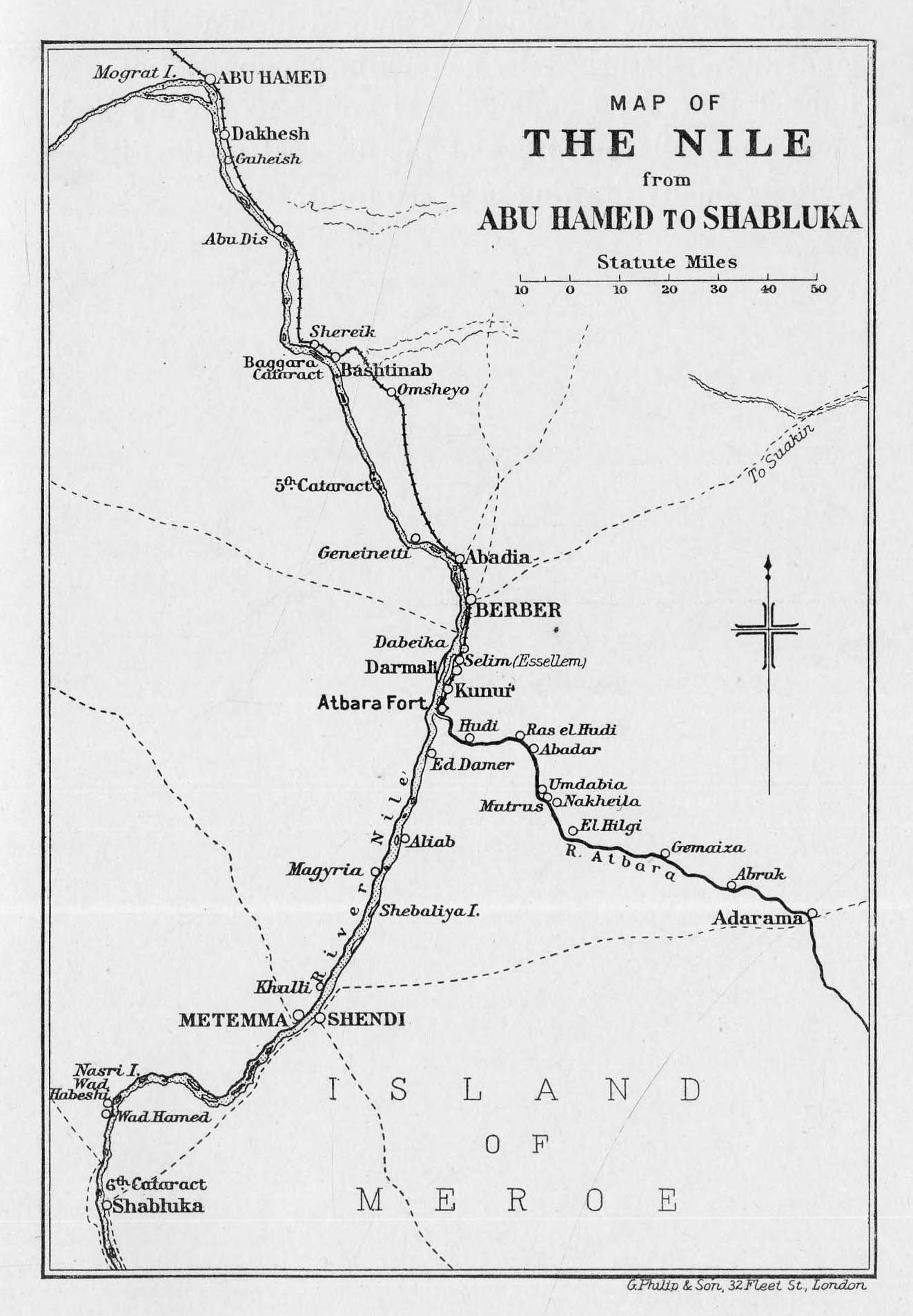
Der Nil zwischen Abu Hamed und Shabluka

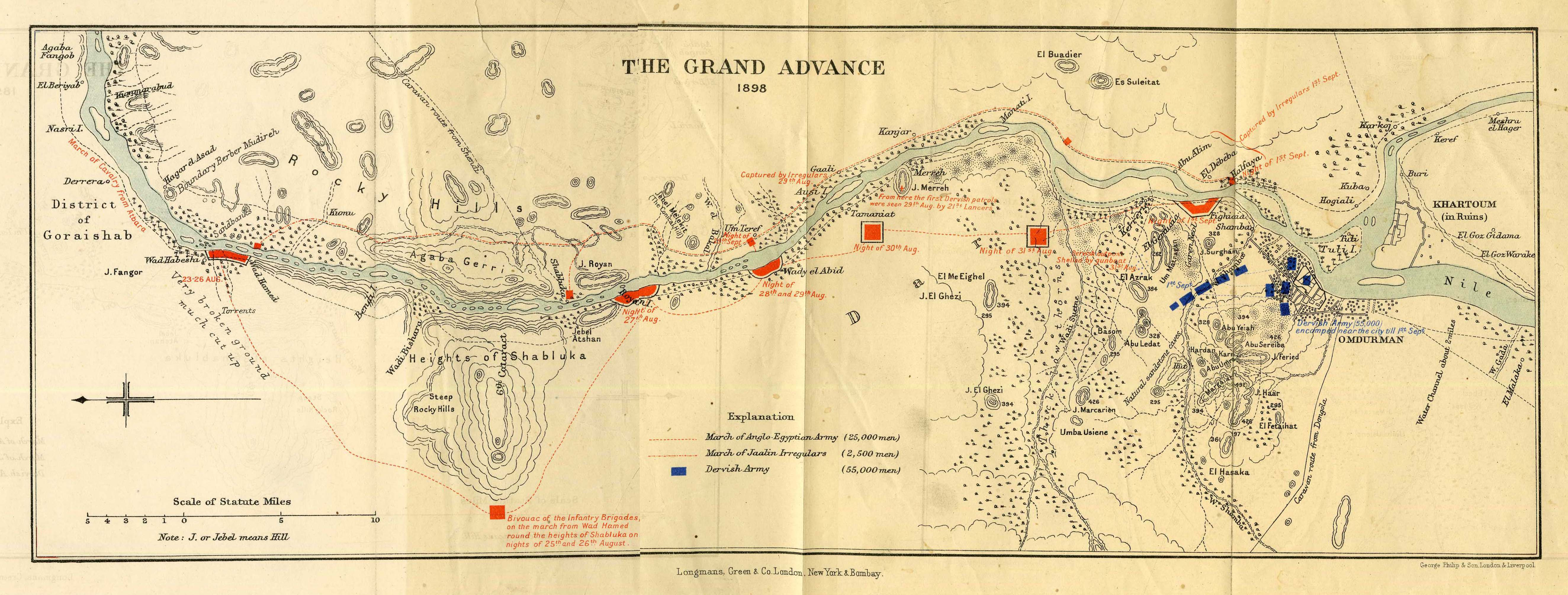
Anmarsch

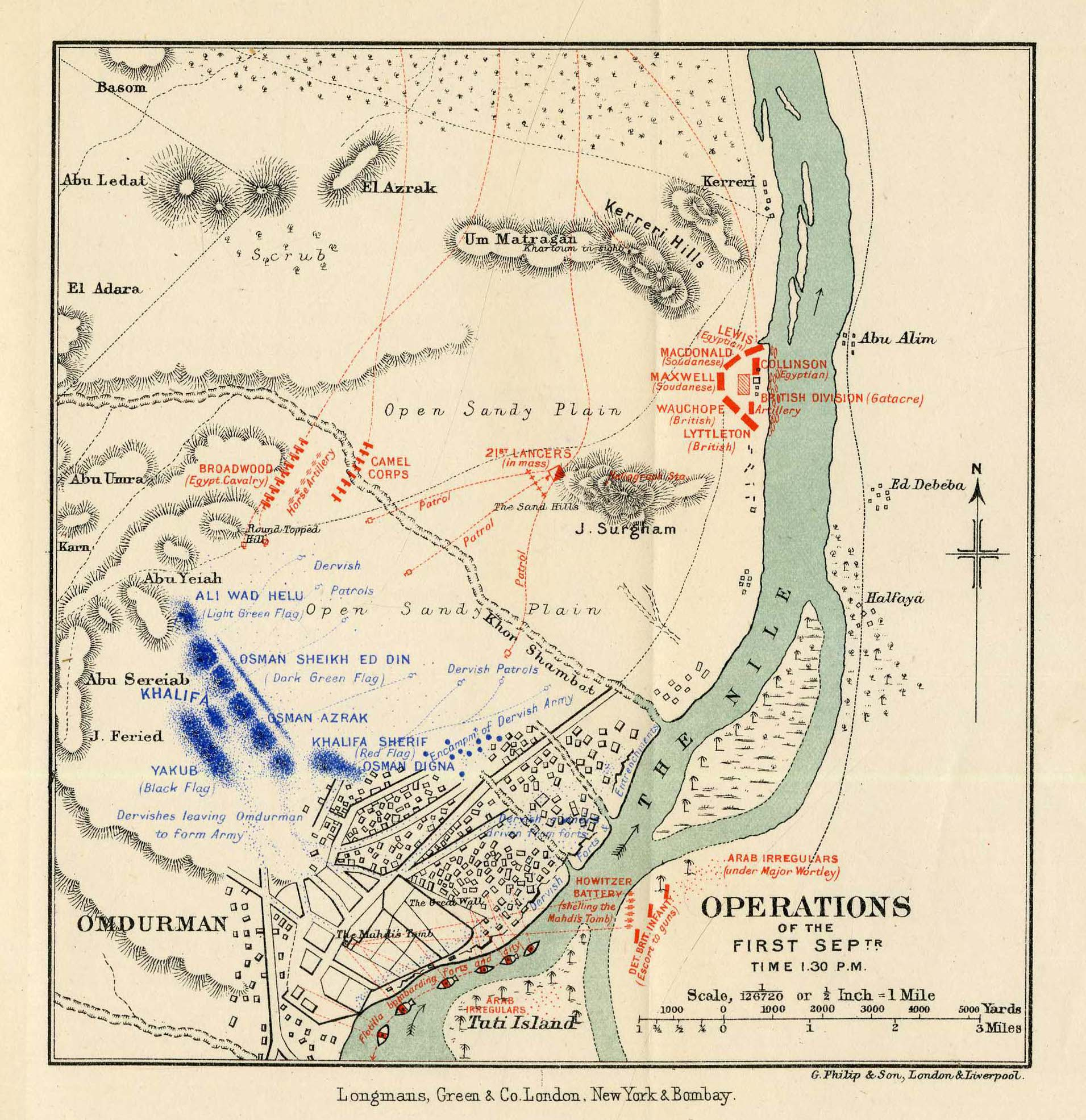
Situation vor Omdurman am 1. September 1898

Die Armee bereitete sich den ganzen Sommer des Jahres 1898 hindurch vor. Zur Verstärkung wurden eine zweite britische Brigade sowie die 37th Field Battery in den Sudan entsandt. Dazu kamen noch zwei Vierzigpfündergeschütze, eine britische Maxim-Batterie (Royal Irish Fusiliers), die 21st Lancers sowie drei neue Kanonenboote. Bis zum 23. August wurde das gesamte Heer vom Militärlager Atbara nach Wad Hamed entlang der linken Nilseite verlegt. Wad Hamed lag kurz vor der Shabaluka-Schlucht und 93 Kilometer vor Omdurman. Ab Wad Hamed verfügte die Armee über keine feststehende Telegraphenverbindung mit Atbara bzw. Kairo mehr. Nahrungsvorräte gab es für 21 Tage. Auf der rechten Nilseite rückte Edward Montagu-Stuart-Wortley mit etwa 2500 angeworbenen irregulären arabischen Söldnern vor.
Die Geschützstellungen der Mahdisten in der Shabaluka-Schlucht waren unbesetzt, so dass die Nilflottille ungestört flussaufwärts fahren konnte. Das Kanonenboot Zafir kenterte am 28. August in der Nähe von Metemma ohne äußere Einwirkung. Am 28. August brach die ganze Armee aus ihrem Zwischenlager bei der Royan-Insel auf. Sie marschierte von da an in der Regel in breiter Front und jederzeit gefechtsbereit. Die britische Division übernahm die linke und die ägyptische Division die rechte Seite. Der Vormarsch wurde nicht von gegnerischen Truppen behindert. Das Lager am Abend des 31. August war rund 25 Kilometer von Omdurman entfernt. Am gleichen Tage hielt der Kalif Abdallahi seine Truppenschau vor den Toren Omdurmans ab.
Die Kavallerie-Aufklärung beobachtete am 1. September gegen 11:00 Uhr den Aufmarsch der Mahdi-Armee und deren Bewegung in Richtung Kerreri. Zur gleichen Zeit waren die Kanonenboote bereits bis Omdurman vorgedrungen und beschossen die dortigen Geschützbatterien und Befestigungen. Gleichzeitig eroberten Wortleys Truppen ein Dorf auf der Omdurman gegenüberliegenden Seite des Nils. Eine Haubitze mit Namen „Sheikh“ wurde an Land gebracht, und ab 1:30 Uhr wurde das Grabmal des Mahdi mit Lyddit-Granaten beschossen. Die Armee der Mahdisten rückte bis 1:45 Uhr beständig vor. Dann stellte sie den Vormarsch unvermutet ein, und die Ansar lagerten an Ort und Stelle, rund 6,5 Kilometer von den Briten und vom Nilufer entfernt. Währenddessen war auch die anglo-ägyptische Armee in Gefechtsaufstellung weitermarschiert. Als erkennbar war, dass kein Angriff der Mahdisten mehr zu erwarten war, wurde am Nilufer ein Lager errichtet und, wie im Sudan üblich, durch eine Zeriba (Brustwehr aus Dornenhecken) geschützt. Auch die Kanonenboote kehrten am Nachmittag zum Lager zurück und ankerten dort über Nacht.

### 1. Angriff

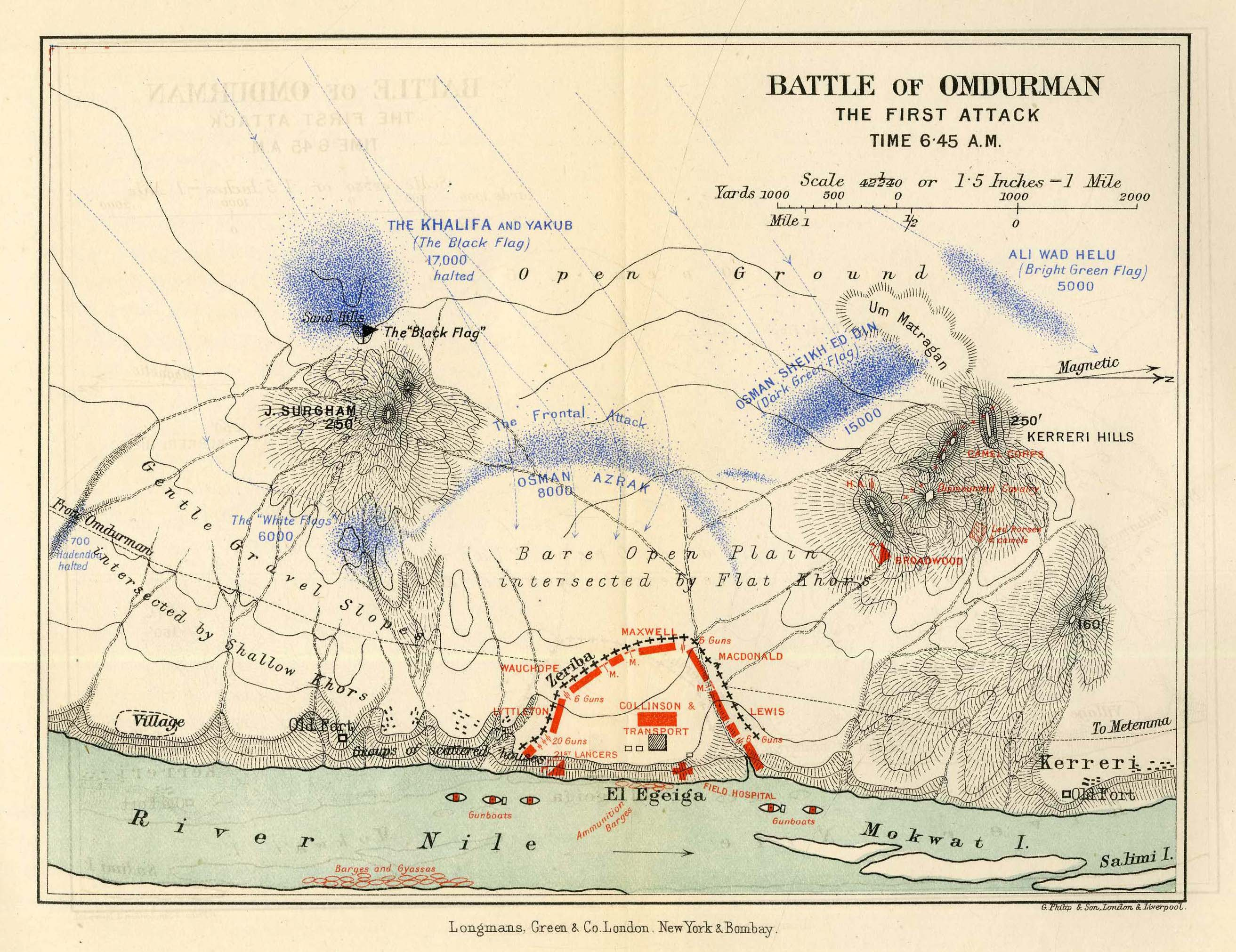
2. September, 6:45 Uhr

HM Gunboat Melik

Kitcheners Armee wurde um 3:40 Uhr geweckt. Die Aufklärung durch die Armee ergab, dass die Armee der Mahdisten ihren Standort über Nacht nicht verändert hatte. Deren Truppen waren im Morgengrauen auf einer Front von acht Kilometer aufgefächert und marschierten in Richtung des Nilufers vor. Die anglo-ägyptische Armee verschanzte sich in ihrem halbkreisförmigen Lager. Die beiden an den Flussufern endenden Flanken wurden durch die Kanonenboote gesichert. Auf dem rechts gelegenen Kerreri-Hügel standen die ägyptische Kavallerie und das Camel Corps unter Colonel Broadwood, und auf der linken Seite des Lagers bezogen die 21st Lancers Stellung.
In der Armee der Mahdisten stand ganz auf der linken Seite Ali Wad Helu. Dieser umging die Kerreri-Berge auf der linken Seite. Daneben standen die Truppen von Osman Sheikh Ed Din mit rund 15.000 Mann. Im Zentrum befehligte Osman Azrak 8.000 Soldaten. Auf der ganz rechten Seite am Surkab-Hügel (in zeitgenössischen Darstellung oft fälschlich Surgham) rückten 6.000 Mann mit weißen Fahnen vor. Die übrigen Truppen befanden sich in Reserve am Standort des Khalifa.
Gegen 6:30 Uhr begann die Armee des Mahdis mit dem Angriff. Zuerst wurde eine Salve aus den wenigen Kanonen im Zentrum abgefeuert. Die britische und ägyptische Artillerie antwortete umgehend und schoss direkt auf den angreifenden, noch etwa 2.700 m entfernten Gegner. Die ganz auf der rechten Seite angreifenden Truppen gerieten kurz darauf ins Schussfeld der Kanonenboote sowie der Geschütze im Lager. Innerhalb weniger Minuten wurde diese Einheit durch das Geschützfeuer fast völlig aufgerieben. Auf der rechten Flanke der anglo-ägyptischen Armee kam es zur Konfrontation zwischen den nach Nordosten vorstoßenden Truppen von Osman Sheikh Ed Din und der Kavallerie Broadwoods. Durch Flankenfeuer auf den Kerreri-Hügel hatte Broadwood rund 50 Tote und Verwundete zu beklagen. Da die Einheiten des Camel Corps Probleme mit dem felsigen Untergrund hatten, wurden sie von Broadwood zurück ins Lager gesandt. Die Mahdi-Truppen waren schon auf fast 350 Meter an die zurückströmenden Kamelreiter herangekommen. Das Camel Corps zog sich direkt nach Westen in die Richtung des Nils zurück, verfolgt von den Einheiten der Ansar. Kurz bevor diese am Ufer des Nils den Rückzug zum Lager abschneiden konnten, erhielt das Camel Corps Feuerunterstützung durch ein Kanonenboot. Durch die Feuerkraft aus Gewehren, Maxims und schnell feuernden Geschützen wurde der Angriff gestoppt und die Reiter konnten unbeschadet das Lager erreichen. Daraufhin begannen die Mahdi-Soldaten, die verbliebenen Kavallerieeinheiten zu bedrängen. Diese konnten jedoch durch Reichweite und Geschwindigkeit entkommen und eine Anzahl gegnerischer Soldaten vom Schlachtfeld weglocken. Währenddessen wurde das Zentrum des Lagers weiter frontal angegriffen. Die Mahdisten kamen jedoch nicht weiter als bis 300 Meter an die Verschanzungen heran. Gegen 8:00 Uhr verebbte der Angriff durch die hohen Verluste von rund 2.800 Toten und 4.200 Verwundeten allmählich.

### Angriff der 21st Lancers

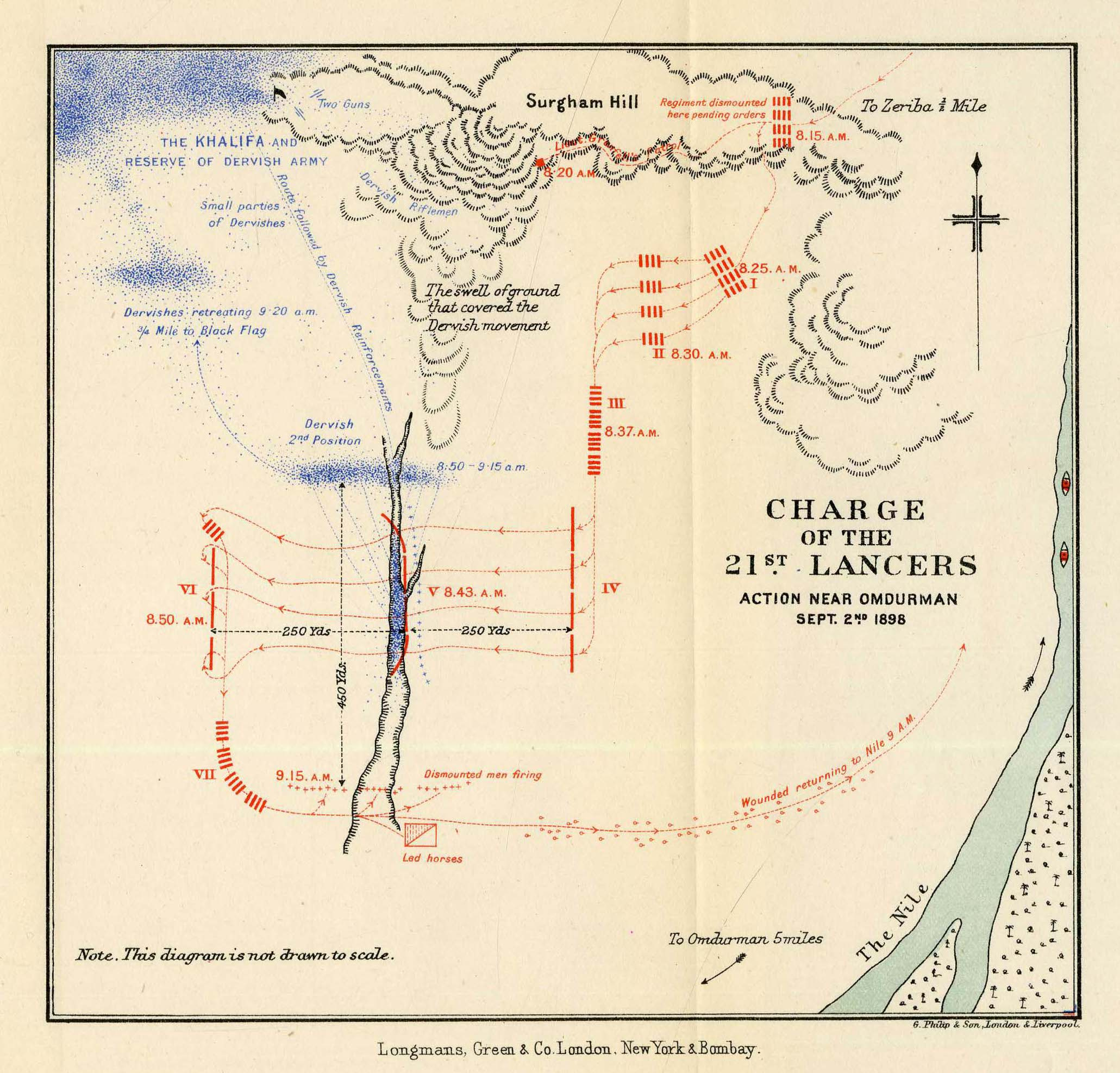
Der Angriff der 21st Lancers

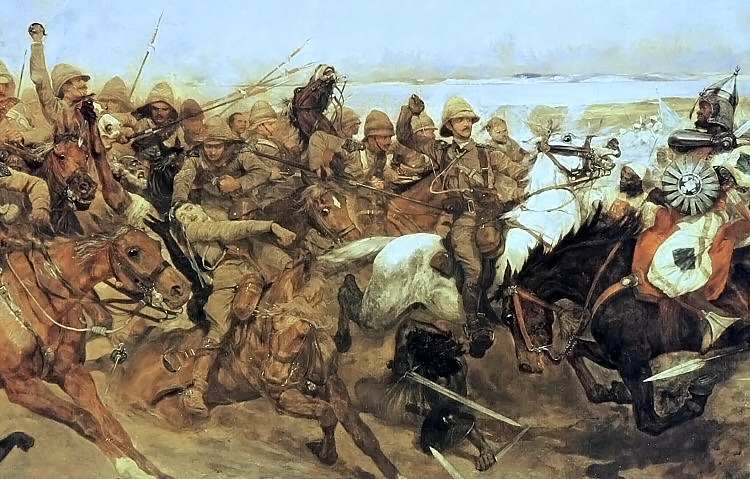
Der Angriff der 21st Lancers in einer Darstellung von Richard Caton Woodville junior

Kitchener und seine Generäle planten nun, so schnell wie möglich Omdurman zu besetzen. Dafür musste das Gebiet zwischen dem Lager und der Stadt vom Gegner geräumt werden, eine Aufgabe für die 21st Lancers. Das Regiment erreichte gegen 8:20 Uhr den Kamm des Surkab-Hügels. Die Aufklärung entdeckte südlich des Hügels in einem nord-südlich verlaufenden ausgetrockneten Flusslauf rund 700 Ansar. Der Khalifa bemerkte die Bewegung der Briten und verstärkte die dortigen Soldaten durch weitere 2.000 Männer.
Gegen 8:40 Uhr waren die vorrückenden Briten rund 275 Meter entfernt, als sie mit Gewehren beschossen wurden. Unmittelbar darauf schwenkten alle 16 Kompanien des Kavallerieregimentes zu einer Linie ein und begannen dem Gegner entgegenzugaloppieren. Als das Regiment rund 230 Meter entfernt war, erhoben sich die Ansar aus ihrer Verschanzung. Die Briten erkannten in diesem Moment die Anzahl der Gegner, die ihnen entgegenstanden. Beim Zusammenprall der beiden Truppen wurden etwa dreißig Briten und rund 200 Araber umgeworfen. Es entwickelte sich ein heftiger Nahkampf. Die weiterreitenden 21st Lancers sammelten sich gegen 8:50 Uhr auf der gegenüberliegenden Seite des Grabens in einer Entfernung von rund 230 Meter. Von den knapp 400 Mann des Regimentes waren fünf Offiziere und 65 Soldaten getötet oder verwundet worden; 119 Pferde waren tot. Gegen 9:15 Uhr bezog das Regiment südlich des Grabens Aufstellung. Die abgesessenen Soldaten feuerten von dort aus mit ihren Karabinern auf die Araber, und diese zogen sich nach Norden zurück.

### 2. Angriff

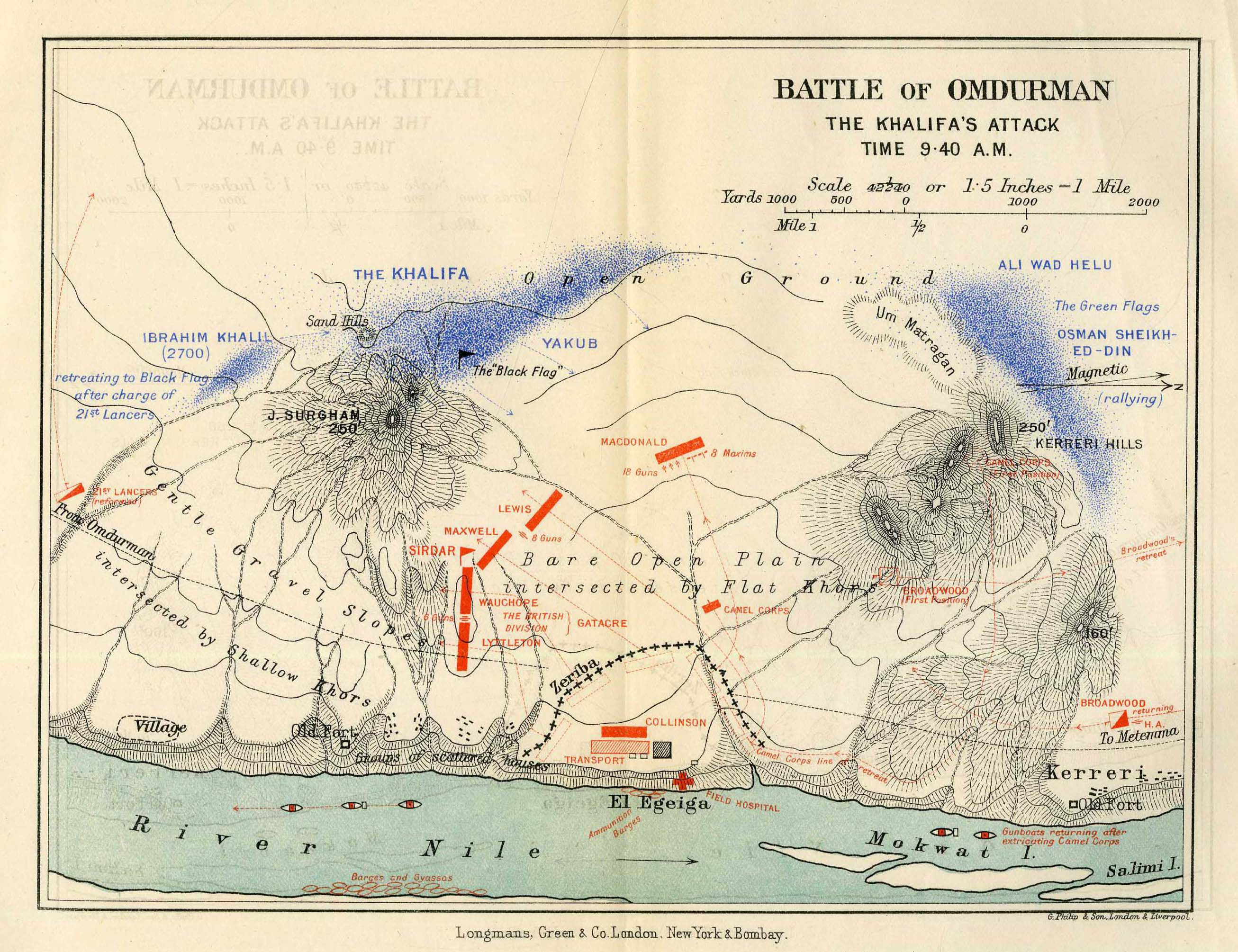
2. September 9:40 Uhr

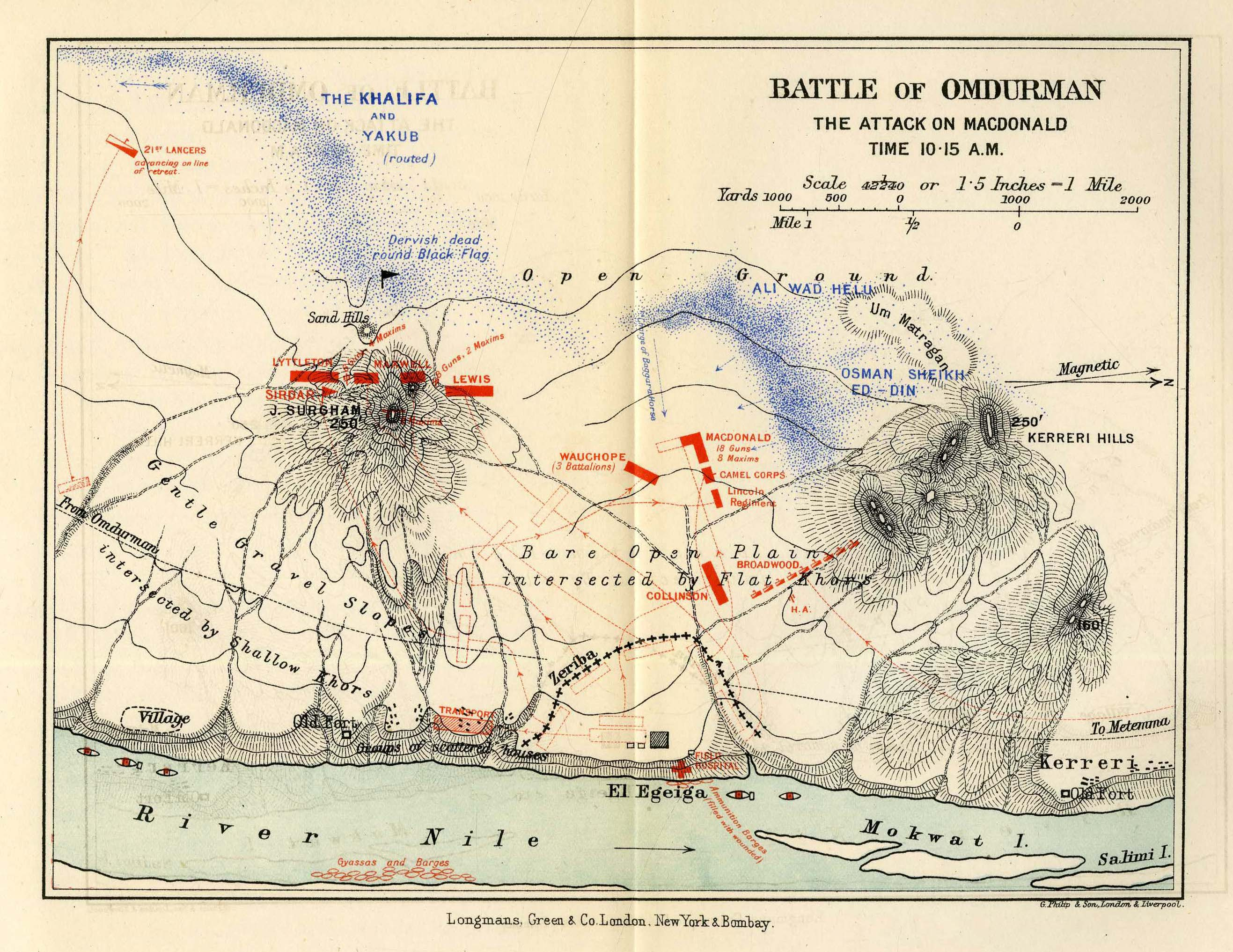
2. September 10:15 Uhr

Etwa gegen 9:00 Uhr begann die Hauptstreitmacht der anglo-ägyptischen Truppen auf Omdurman vorzurücken. Die Bewegung verlief langsam, da die britische 2. Brigade entlang des Flusses führte, die britische 1. Brigade in ihrem rechten Rücken; dann kamen die ägyptischen Brigaden von Maxwell, Lewis und MacDonald, mit Collinson als Unterstützung. Die britische 1. Brigade von Wauchope versuchte, Lytteltons britische 2. Brigade zu überholen, was dazu führte, dass Maxwells ägyptische 2. Brigade abgehängt wurde. Maxwell versuchte, die immer größer werdende Lücke zwischen ihm und Wauchope zu schließen, während Lewis sich beeilte, den Abstand zwischen seiner und Maxwells Truppe zu verringern. Dadurch blieb MacDonald, nachdem er seinen Vorstoß nach Westen zur Flanke hin abgeschlossen hatte, fast eine Meile von Lewis entfernt. In der Zwischenzeit waren Maxwells und Lytteltons Brigaden über die Hänge des Jebel Surgham vorgedrungen und hatten die Derwisch-Truppen unter Usman Shaikh al Din, dem Sohn des Khalifen, vor sich hergetrieben und eine Stellung eingenommen, die dem Großteil der Derwisch-Armee den Rückzug nach Omdurman abschnitt. Bald sah man sie unorganisiert viele Meilen westlich in Richtung der hohen Hügel strömen, dicht verfolgt von den berittenen Truppen, die die rechte Front und die Flanken von allen zögernden und abgesetzten Gruppen des Feindes säuberten.

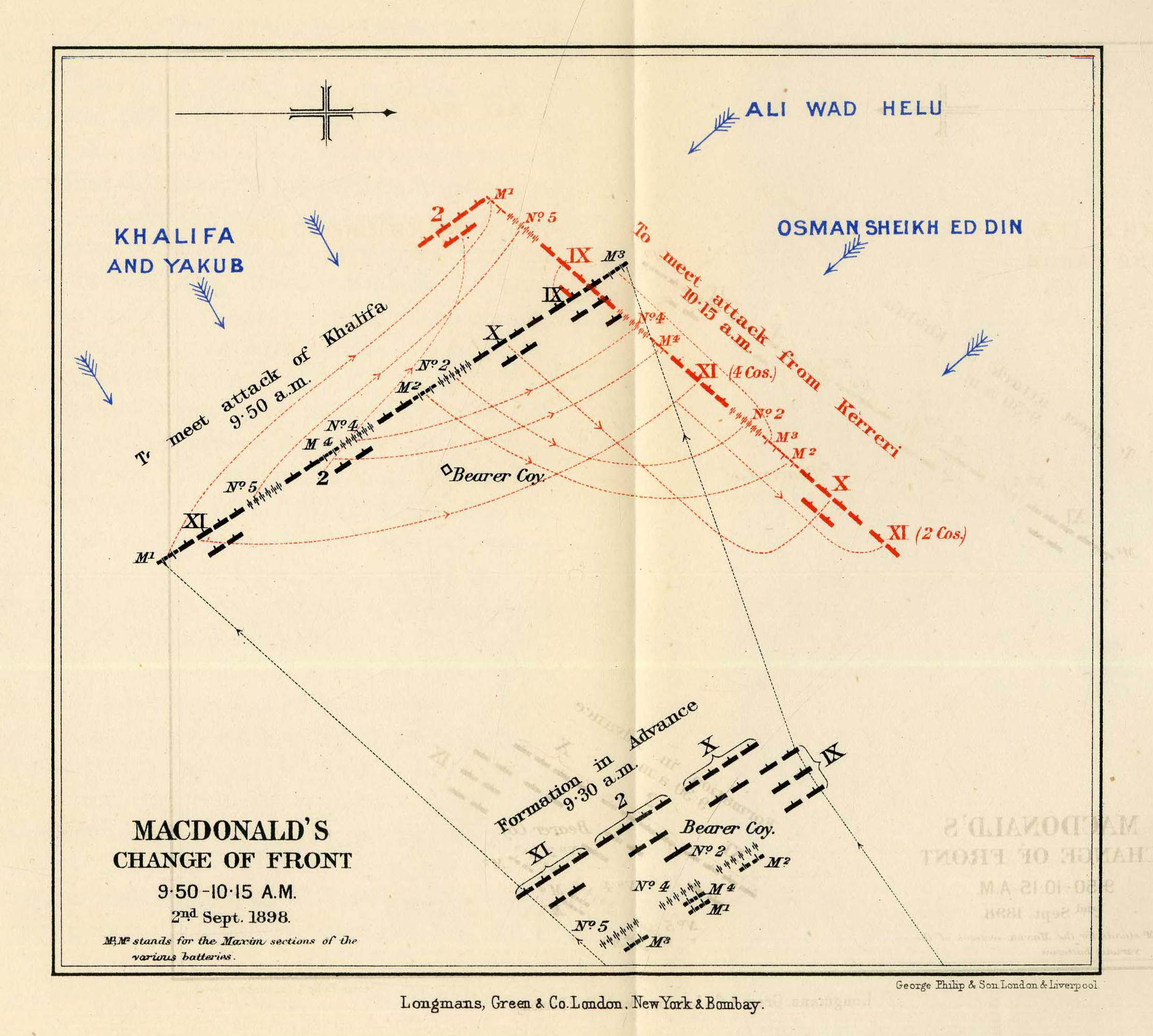
Der Angriff auf MacDonalds Brigade

Wauchopes Brigade traf in dem Moment an der Frontlinie ein, als sich abzeichnete, dass der gegnerische Angriff fehlgeschlagen war. Jetzt wurde die rechte Flanke von MacDonalds Brigade von den Kerreri-Hügeln aus angegriffen. Das gerade erst an der Front eingetroffene Lincolnshire-Regiment wurde unverzüglich zur rechten Flanke beordert. Da gleichzeitig der Angriff aus dem Westen nachließ, konnte MacDonald weitere Bataillone und Batterien von dieser Seite nach Nordwesten verlegen. Durch geschicktes und rechtzeitiges Verlegen seiner Truppen konnte MacDonald die nacheinander erfolgenden Angriffe der Mahdi-Truppen erfolgreich abwehren. Die sudanesischen Soldaten feuerten relativ ungezielt und ohne große Wirkung auf die Mahdisten. Erst nach dem Eintreffen der Briten vom Lincolnshire-Regiment und dem Beginn des rhythmischen Gefechtsschießens konnte die Vorwärtsbewegung der Ansar gestoppt werden. Auch der Angriff der rund 400 berittenen Mahdisten konnte abgewehrt werden. Nachdem die Angriffe gestoppt waren, rückten die anglo-ägyptischen Truppen bis 11:30 Uhr nach Westen vor.

### Besetzung von Omdurman
Die zurückströmenden Mahdisten wurden von der ägyptischen Kavallerie verfolgt und von den 21st Lancers von der Flanke aus mit Karabinern beschossen. Nach der Niederlage auf dem Schlachtfeld ritt der Khalifa in die Stadt zurück. Dort versuchte er, den Widerstand zu organisieren. Doch nur die wenigsten der Araber folgten noch seiner Aufforderung. Viele der Mahdisten ergaben sich oder flohen nach Süden und Westen. Gegen 16:00 Uhr verließ auch der Khalifa die Stadt und folgte den nach Süden abrückenden Truppen; rund 30.000 Menschen flüchteten mit ihm. Unter den überlebenden Heerführern waren Uthman al-Din, Osman Digna sowie der schwer verwundete Ali Wad Helu.
Kitcheners Armee war inzwischen nach Süden abgeschwenkt und sammelte sich gegen Mittag am Fluss etwa 4,8 Kilometer vor der Stadt. Um 14:30 Uhr marschierte die ägyptische 2. Brigade unter Maxwell in breiter Front in die Stadt ein. Die restlichen Teile der Armee folgten. Kaum war Kitchener in die Vororte der Stadt eingeritten, wurde ihm die Kapitulation der Stadt angeboten. Er nahm an und gewährte allen Verschonung, die ihre Waffen niederlegten. So konnte die Armee zügig bis zur großen Mauer um den inneren Bezirk von Omdurman vorrücken. Diese wurde noch durch mehrere hundert Mahdisten verteidigt.
Durch den Einsatz der Maschinengewehre wurde deren Widerstand jedoch innerhalb einer Viertelstunde gebrochen. Da die Mauer an vielen Stellen durch den Kanonenbootbeschuss vom Vortag zerstört war, bereitete der weitere Vormarsch keine Probleme. In der Innenstadt stießen die Truppen auf viele tote Soldaten und Zivilisten, darunter Frauen und Kinder. Diese waren dem Artilleriebeschuss zum Opfer gefallen. Ab 16:00 Uhr umritt die Kavallerie die Stadt im Kreise, um Fluchtversuche zu erschweren. Beim Einbruch der Dunkelheit erreichte die Einheiten die Nachricht, dass der Khalifa aus der Stadt geflohen war. Eine Verfolgung wurde bald aufgegeben.

## Ergebnis
Der Einsatz moderner Waffen auf Seiten der anglo-ägyptischen Truppen und die überlegene britische Truppenführung bewirkten einen großen Unterschied hinsichtlich der Verluste auf beiden Seiten. Bei den anglo-ägyptischen Truppen starben drei britische Offiziere und 25 britische Soldaten, dazu zwei ägyptische Offiziere und 18 ägyptische Soldaten. Verwundet wurden elf britische und acht ägyptische Offiziere sowie 136 britische und 273 ägyptische Soldaten. Britische Offiziere zählten auf dem Schlachtfeld 7.899 Tote. Dazu kommen noch die unmittelbar darauf von den Angehörigen beigesetzten Sudanesen. Es wird insgesamt von rund 9.700 Gefallenen ausgegangen. Die Zahl der Verwundeten wird auf 10.000 bis 16.000 geschätzt. Dazu gerieten noch 5.000 Soldaten in Gefangenschaft. Dies kommt nahezu einer vollständigen Vernichtung der Armee der Mahdisten gleich. Viele der verwundeten Ansar lagen mehrere Tage auf dem Schlachtfeld und wurden nur unzureichend versorgt. Auch wurden viele der Verwundeten von britischen Soldaten getötet.
Für diesen Kampf wurden drei Männer der 21st Lancers mit dem Victoria-Kreuz, der höchsten Auszeichnung des Vereinigten Königreiches, für überragende Tapferkeit im Angesicht des Feindes ausgezeichnet. Die Schlacht gilt in technisch-taktischer Hinsicht als ein Wendepunkt in der Militärgeschichte. Sie markierte besonders augenfällig den Übergang zwischen der Kriegsführung des 19. und des 20. Jahrhunderts, weil einerseits eine der letzten frontalen Kavallerieattacken der Weltgeschichte geritten wurde; andererseits erstmals die gerade entwickelten Maxim-Maschinengewehre in größerer Stückzahl eingesetzt wurden. Nach der Schlacht wurden Omdurman und das vom Mahdi zerstörte Khartum besetzt, das dann von Kitchener wiederaufgebaut wurde. Er verfügte aber auch den Abriss des Grabmals des Mahdis. Muhammad Ahmads Leichnam wurde enthauptet, der Torso anschließend in den Nil geworfen; der Kopf wurde eine Zeitlang als Trophäe ausgestellt, bis er auf Anordnung von Lord Cromer in Wadi Halfa bestattet wurde.
Die Mahdisten flohen nach Süden. Hier kontrollierten sie bis 1899 weiter das Gebiet von Darfur bis zur Grenze nach Äthiopien. Im Oktober 1899 entsandte Kitchener 8.000 Soldaten unter Reginald Wingate, um Abdallahi ibn Muhammad endgültig zu besiegen. In der Schlacht von Umm Diwaykarat in der Provinz Kordofan wurde dieser getötet. Unmittelbar nach dem Sieg in Omdurman sicherten sich die Briten nach Beilegung der Faschoda-Krise die Herrschaft über den Sudan und damit ihren Einflussbereich im östlichen Afrika.
Das zurückeroberte Land wurde nicht an Ägypten zurückgegeben, sondern 1899 als anglo-ägyptisches Kondominium konstituiert, mit Lord Kitchener als erstem Generalgouverneur. Für den Sieg in der Schlacht erhielt Kitchener den Titel eines Barons (Lord Kitchener of Khartoum and of Aspall in the County of Suffolk, 1. November 1898) und den Bathorden.